# Karl König (architecte)
Pour les articles homonymes, voir König et Karl König.
Karl (Carl) König, né à Vienne, en Autriche-Hongrie, le 3 décembre 1841 et mort dans cette ville le 27 avril 1915, est un architecte autrichien de l'historicisme.

## Biographie

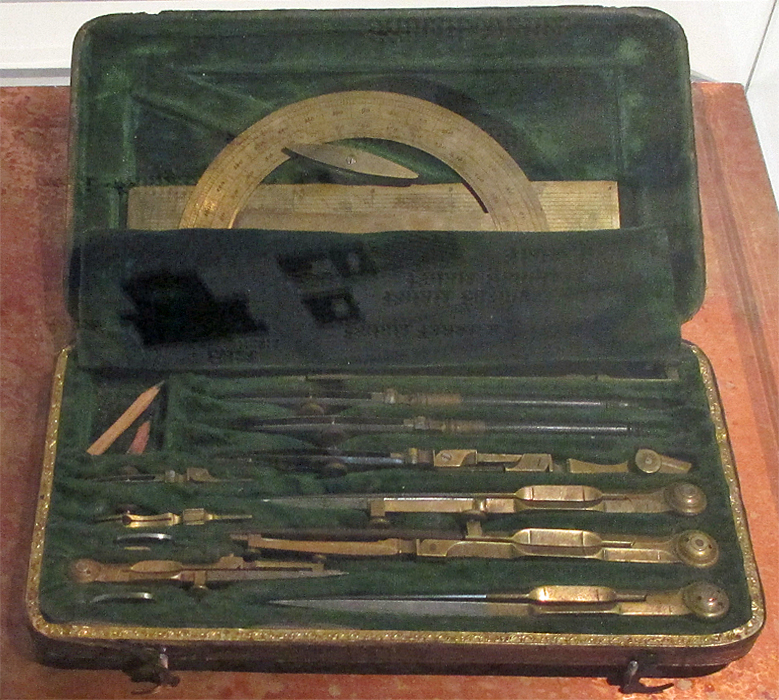
Outils personnel de Karl König. Exposition au Musée juif de Vienne.

## Œuvre (sélection)

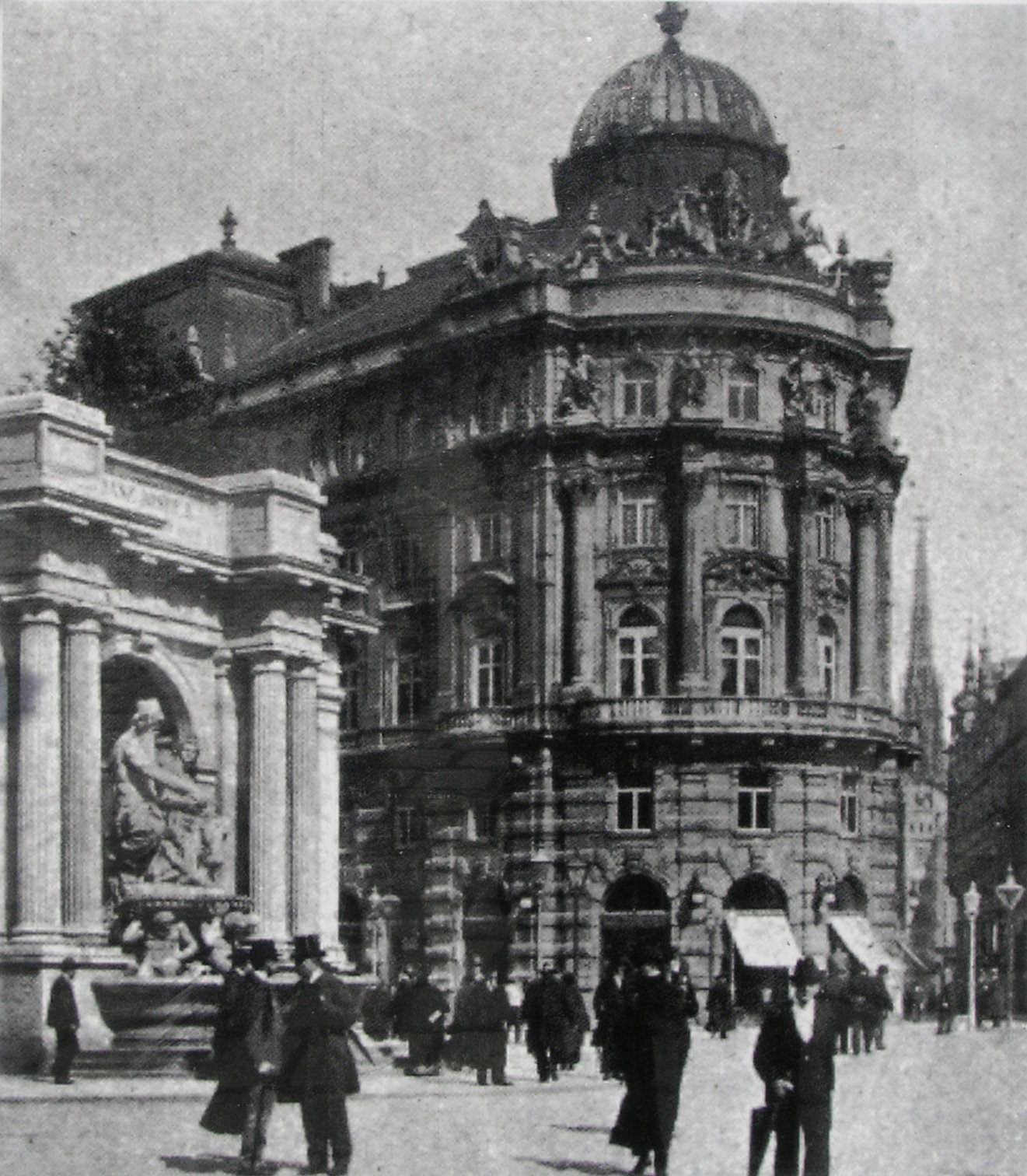
L'ancien Philipphof de Karl König.

- Synagogue Turnergasse, Turnergasse 22, Vienne 15 (1871/1872, détruite en 1938)
- Philipphof, Vienne 1 (1883/84, détruit en 1945)
- Synagogue de Reichenberg, en Bohême (1887–1889), détruite en 1938
- Rotenturmhof, Vienne 1 (1889)
- Villa du peintre Probst (1891-1893)
- Villa Taussig, Vienne 13 (1893–1895)[1]
- Maison pour Wilhelm Zierer, Kärntner Straße 14, Vienne 1 (1895/1896, détruite en 1945)
- Monument de Mozart (1896)
- Herbersteinpalais, Vienne 1 (1897)
- Tombe de Zierer au cimetière central de Vienne (1899)
- Landaupalais, Vienne 4 (1900/1901)
- Tombe de Lützow au cimetière central de Vienne (1903)
- Tombe de Waldstein au cimetière central de Vienne (1903)
- Böhlerpalais, Vienne 4 (1904/1905)
- Tombe de Philipp au cimetière central de Vienne (1905)
- Villa Kuffner (1905-1908)
- Palais Böhler (1903/1905)
- House of Industry, Vienne 3 (1906-1909), avec le plus ancien ascenseur pater noster d'Autriche
- Extension de l'Université de technologie de Vienne (1907-1909)
- Mausolée de Taussig dans l'ancienne section juive du cimetière central de Vienne (1911)

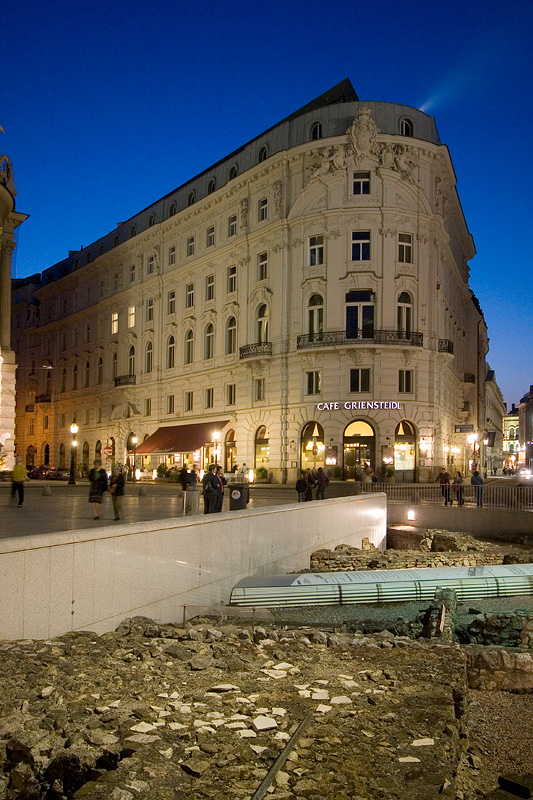
Palais Herberstein.
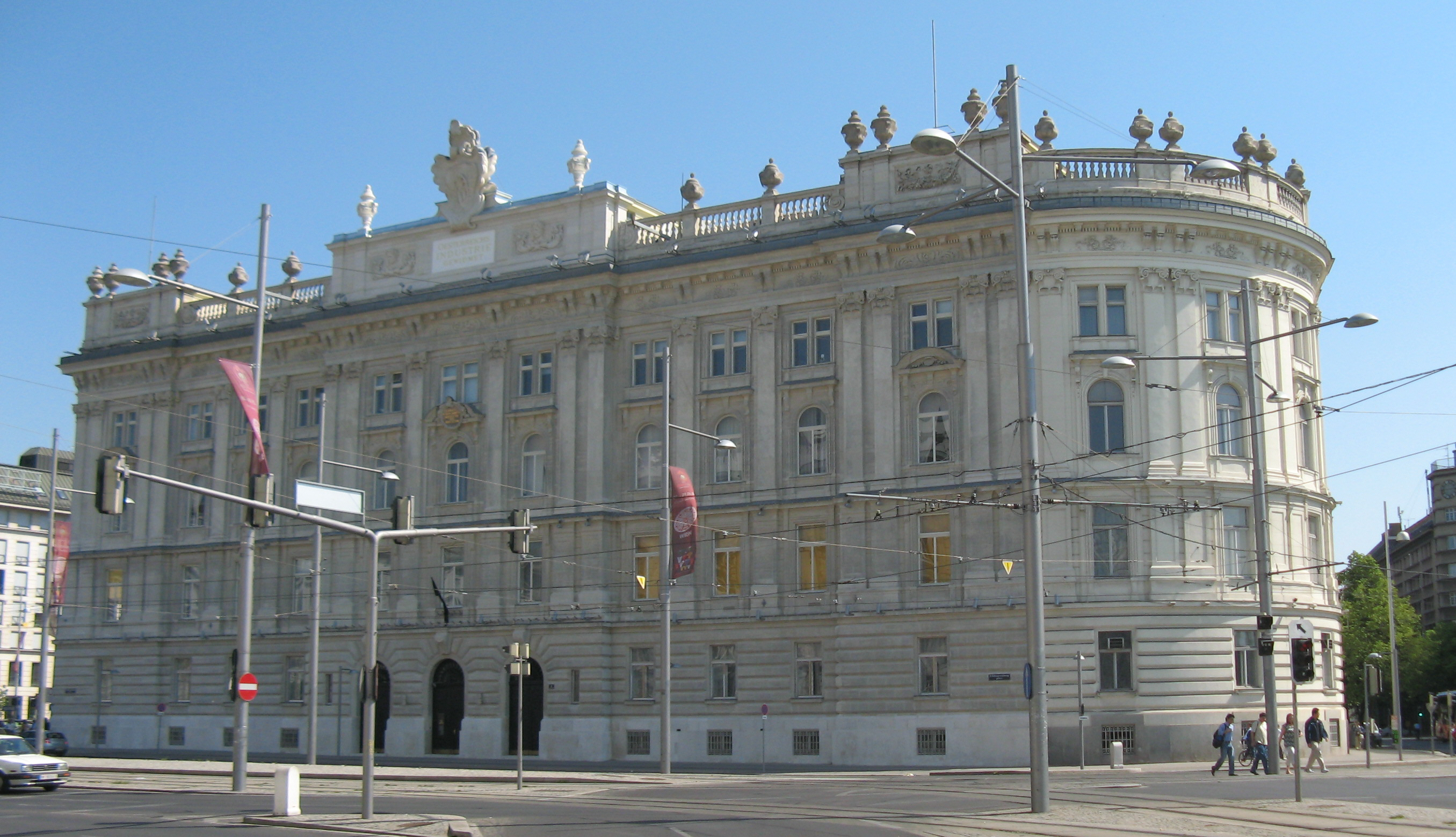
Maison de l'industrie.
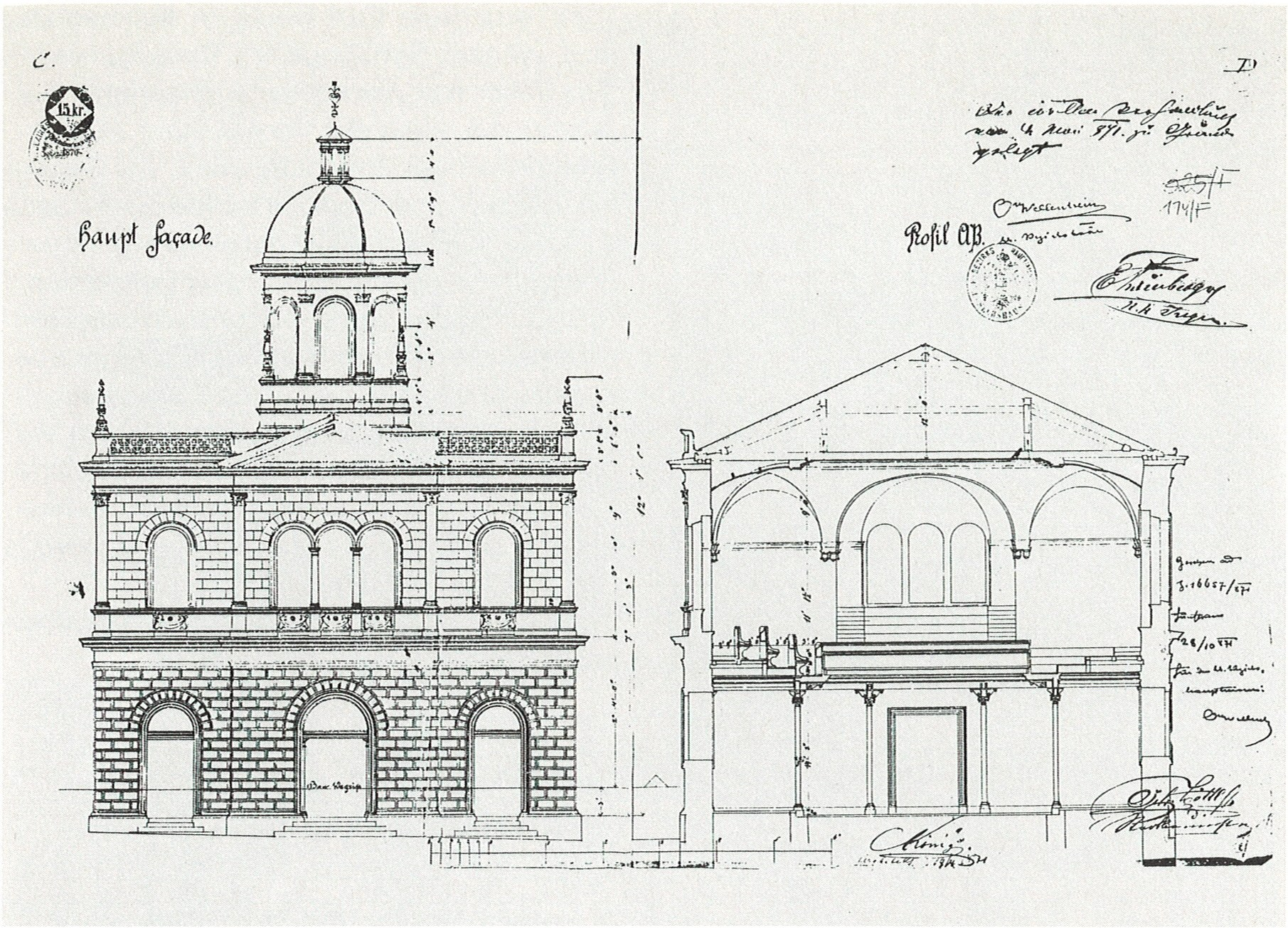
Plan directeur de la synagogue Turnergasse.
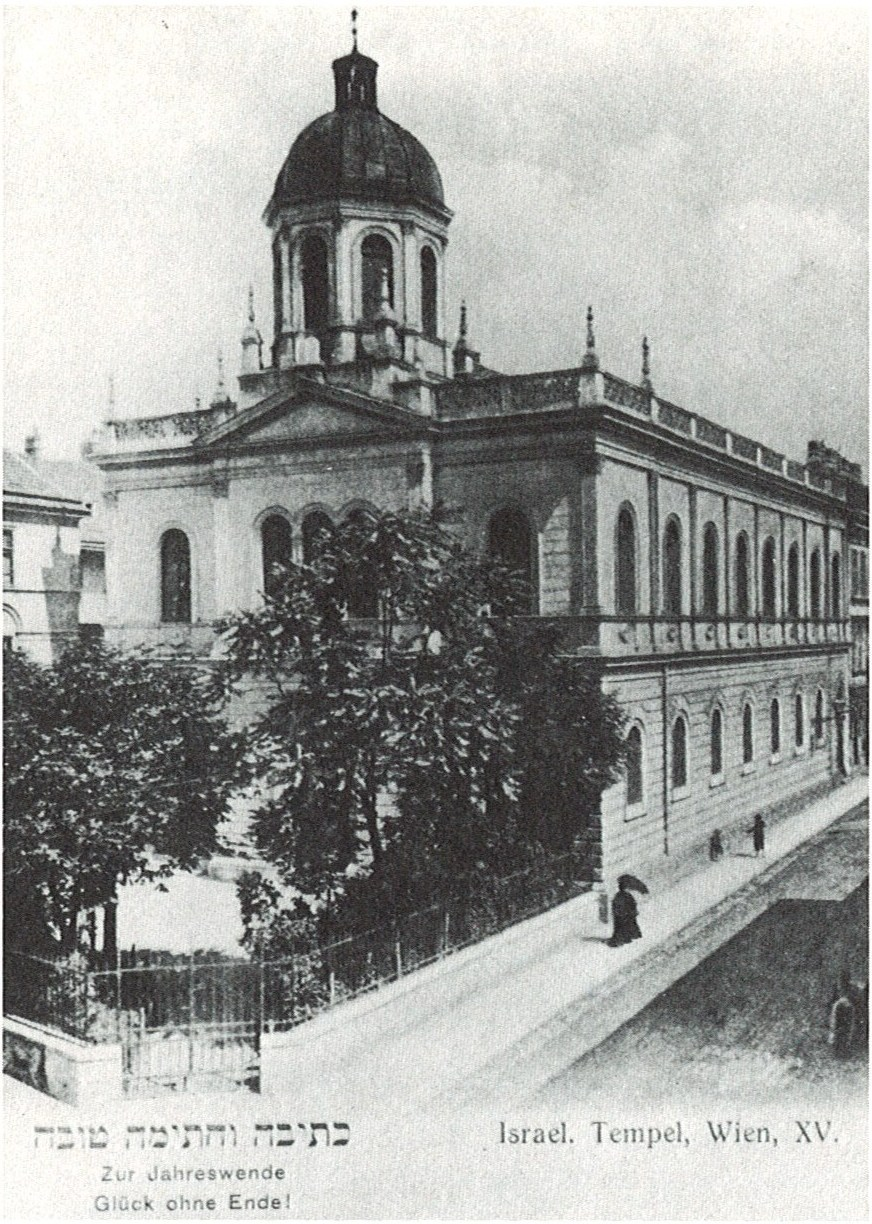
Synagogue de la Turnergasse.
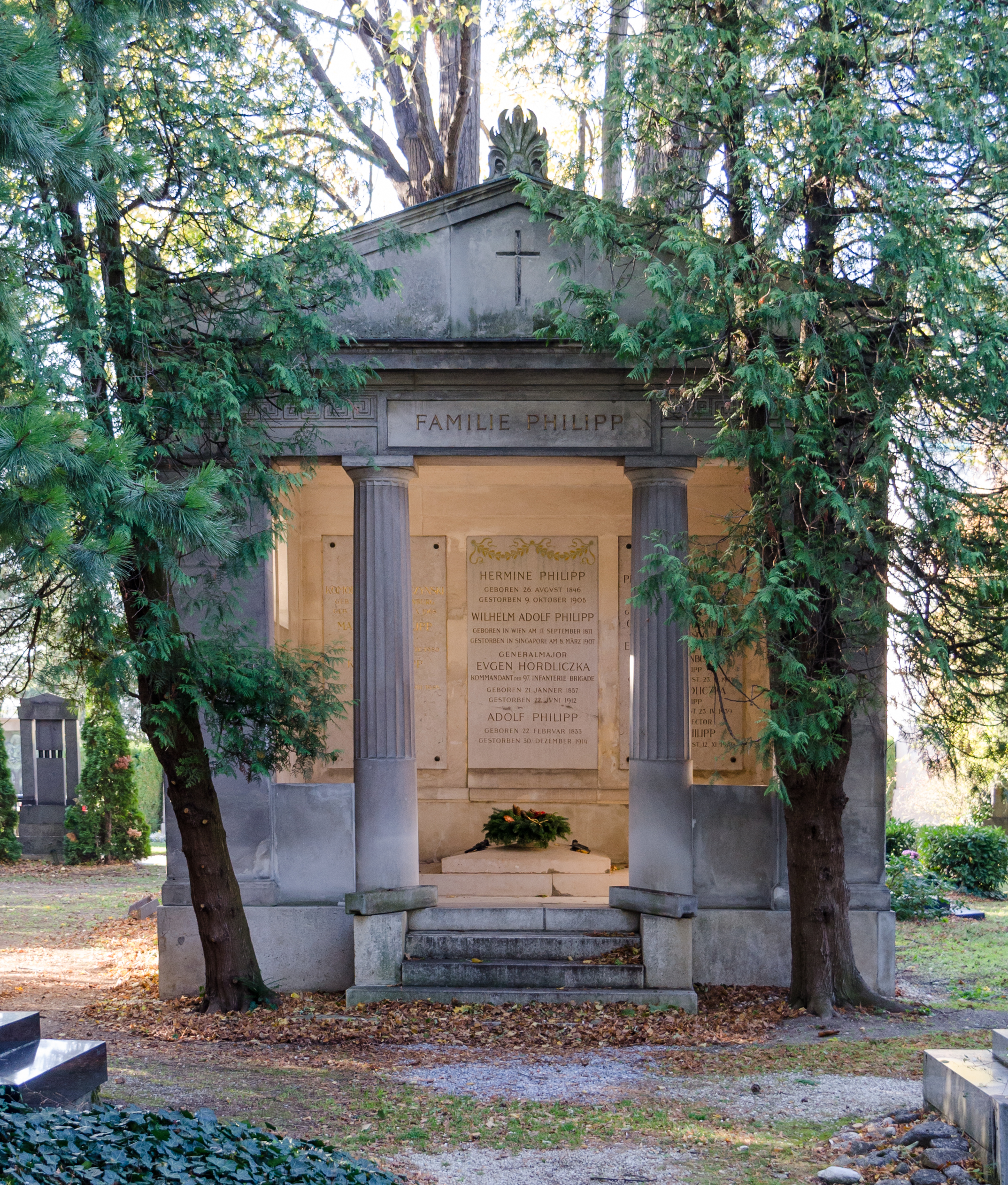
Temple funéraire de la famille Philipp (cimetière central de Vienne, 1905).